# M/S Pikkuföri

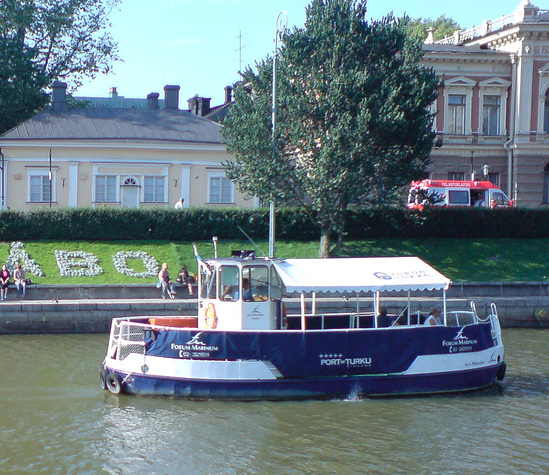
M/S Pikkuföri i Aura å.

M/S Pikkuföri är en färja som byggdes år 1975 på Oy Wärtsilä Ab i Åbo för att transportera varvsarbetarna mellan skeppsvarvets anläggningar på båda sidor av Aura å. Den är försedd med en fyrcylindrig dieselmotor och har en propeller i varje ända.
Vid sekelskiftet övertogs färjan av Forum Marinum och blev museifartyg. Museet lät renovera henne och hyr ut färjan som taxibåt på Aura å samt till kryssningar. Pikkuföri har plats för 38 passagerare och en besättning på två personer.
På sommaren hyrs Pikkuföri in av Åbo stad för gratis transport av stadsborna över älven i närheten av Suomen Joutsen.